# 吕渭
吕渭（735年—800年），字君载，河中（今山西永济）人。唐朝政治人物、诗人。唐德宗李适时期任湖南潭州刺史、兼御史中丞、湖南都团练观察处置等使。

## 生平
吕渭弱冠举进士及第，宰相杜鸿渐代其父吕延之任越州刺史、浙江东道节度使，表授吕渭为左金吾卫兵曹参军，充节度府掌书记。同年父亲吕廷之去世后，他辗转江淮间数年，兵部尚书薛兼训平山越，镇守浙江东道，吕渭被辟为节度巡官，后授婺州永康令。大历五年（770年），薛兼训调任河东节度使，吕渭受杭州刺史相里造邀请，出任其属下团练判官。大历七年，御史大夫李涵领浙江西道，表授吕渭为大理评事，充观察支使。
大历十年，魏博节度使田承嗣以魏州叛，吕渭随李涵前往宣抚，返回后拜监察御史，转殿中侍御史。唐德宗即位后，李涵被拜为太子少傅，吕渭为使李涵再上一级，上表称李涵父名少康，今涵为少傅，恐乖朝典。由是特授渭尚书司门员外郎，赐绯鱼袋。不久被御史台的谏议大夫崔河图弹劾说：“李涵前次任少卿时不说，今为少傅，疑以散慢，乃为不可。”于是吕渭被贬歙州司马，改李涵检校工部尚书、兼光禄卿。
不久吕渭由歙州司马转任楚州司马，后进入淮南节度使陈少游幕府中任参谋，寻表授检校礼部员外郎，充观察判官，改任考功郎中兼侍御史，赐绯鱼袋，职如故。陈少游幕府解散后，除舒州刺史。贞元初（785年），征拜朝散大夫、行尚书吏部员外郎。四年后迁任驾部郎中、知制诏。满岁，拜中书舍人，加中大夫。
丁继母忧，去官守孝，自己从越州迁回父亲棺柩，命长子吕温去魏州迁回生母棺柩，与继母合葬于洛阳。服阕，授太子右庶子，加通议大夫。俄迁尚书礼部侍郎。中书省有柳树，建中末枯死，兴元元年德宗车驾还京后，其树再次发芽生长，人谓之瑞柳。吕渭作为考官，以瑞柳为赋题，受到德宗赞赏。
他为巴结权臣裴延龄，特取其子裴操为进士，被人嗤鄙。因入阁遗失请托文记，遂出为潭州刺史、兼御史中丞，赐紫金鱼袋，充湖南都团练观察使，在任三年，贞元十六年七月一日（800年7月25日）薨于镇，年六十六。赠陕州大都督。

## 家族
曾祖吕顼，以器能显，官青州录事参军；祖父吕崇嗣，以经术闻，征授秘书郎，不就。父吕延之，越州刺史、浙江东道节度使。
夫人河东郡君柳氏，先于吕渭七日而逝。吕渭以其年十二月八日与夫人柳氏合葬于洛阳邙山清风原之大茔。
有子四人：吕温、吕恭、吕俭、吕让。吕温是柳宗元、刘禹锡等人好友。吕让墓志铭载其有五子：吕焕、吕熀、吕煜、吕炫、吕烜。吕烜与吕让同卒于大中九年（855年），余四子俱在。道教典籍云八仙中之吕洞宾名岩者为吕让子，当出于附会。

## 延伸阅读
[在维基数据编辑]
 《舊唐書/卷137》，出自刘昫《舊唐書》
 《新唐書·卷160》，出自《新唐書》